# Foie de veau à la bordelaise
Le foie de veau à la bordelaise est une spécialité de Bordeaux et de sa région qui se cuisine au vin blanc. Il est répertorié par l'université Michel de Montaigne-Bordeaux III, rattachée au Centre national de la recherche scientifique, parmi les trente mets régionaux portant le qualificatif « à la bordelaise ».

## Historique
La cuisine bordelaise puise ses produits dans son terroir, des plaines aux coteaux, des landes aux forêts, des marais aux pâturages du Bazadais. Quant au vignoble de Bordeaux, il fournit des vins dont la structure et les arômes se retrouvent dans sauces, daubes, civets, salmis et desserts. Qu'il soit rouge, blanc, effervescent ou liquoreux, le vin s'allie avec les mets pour parfaire les saveurs.
Le qualificatif « à la bordelaise » est synonyme de grande cuisine et fleure bon le vin, l'échalote, le cèpe. Une cuisine qui n'hésite pas à emprunter chez ses voisins ce qui lui fait défaut truffes, foies gras  et même jambon de Bayonne.

## Foie en tranches
Il existe deux façons de réaliser ce mets. La première avec des tranches de foie de veau qui vont se superposer à des tranches de jambon de Bayonne, accompagnées d'une sauce aux échalotes et au vin blanc. Dans un premier temps, les tranches de foie sont farinées, poêlées et tenues au chaud. Ensuite, c'est au tour du hachis d'échalotes, qui doit colorer légèrement, avant d'être déglacé au vin. Puis les tranches de jambon de Bayonne sont, à leur tour, poêlées pour être glissées entre celles de foie, l'ensemble est présenté nappé de sauce au vin blanc et à l'échalote.

## Foie entier
La seconde recette demande un foie entier, lardé et piqué d'ail, qui va cuire au four dans une crépine. Elle utilise en garniture des cèpes revenus à la graisse de canard, avec un hachis d'ail et d'échalote. Le tout, dès qu'il commence à colorer, est mouillé avec la moitié du vin afin de continuer à mijoter à feu doux. Quand l'ensemble a diminué, il est rajouté au foie avec le reste du vin pour finir de cuire. En fin de cuisson, si la sauce le nécessite, elle peut être épaissie avec un peu de liant.